# 花巻まつり
花巻まつり（はなまきまつり）は鳥谷ヶ崎神社の祭礼として、毎年9月第2金曜日～日曜日に岩手県花巻市で行われる、四百年以上の歴史を持つ祭りである。

## 概要

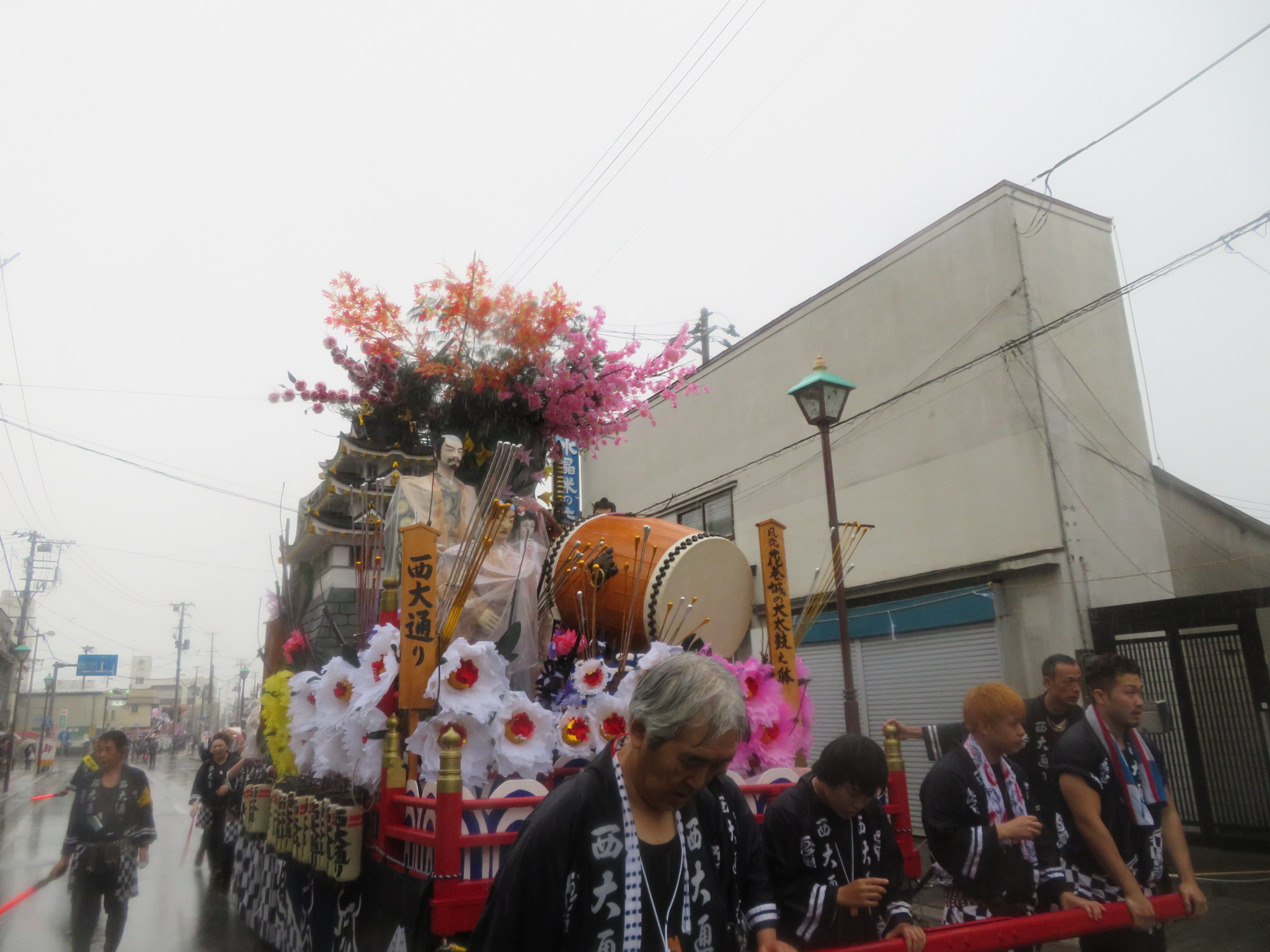
雨天の中、雨よけのビニールをかぶせ運行する山車。

花巻開町の祖と言われる北信愛（松斎）が出陣に際して観音さまを祀り戦勝を祈願した観音祭りを起源とすると言われる。北 松斎が死去した慶長十八年（1613）以降はその追慕の意味も加わり、その命日に行うようになったことから松斎祭りとも呼ばれる様になった。
明治の廃仏毀釈によって一時中止されたが、鳥谷ヶ崎神社の祭礼として復活し今日に至る。

### 山車
元々は高さ十三メートルの豪壮な屋形山車を引き、東北屈指の山車として名声をはせた。ルーツは仙台市という説もある。
町に電線が張りだされる様になると高さのある屋形山車は消え、丈の低い優雅な風流山車に姿を変えた。
開町四百年にあたる平成四年（1992）、高さ十三メートル、総重量約三トン、総槍づくりで屋形山車が再現された。祭り期間中に公開されている。
山車の風流には「風流～の躰（てい）」がつけられる。また、山車の牡丹は紅白の他に、黄色の牡丹もある。これは、童話作家宮沢賢治の発案とされる。山車の見返しにはだいたい、宮沢賢治の童話（『注文の多い料理店』『下ノ畑二居リマス 賢治』『セロ弾きのゴーシュ』）など。
花巻と同じ作法を伝える山車は、北上市(黒沢尻・江釣子・二子)・一関市(千厩)・宮城県登米市・宮城県石巻市などに見られる。
ちなみに花巻市内には旧石鳥谷町など、これと全く違う作法を伝える風流山車行事もある(「盛岡山車」を参照)。

### 花巻囃子
花巻囃子は京都祇園囃子の流れを汲むと言われ、花巻祭の風流山車の運行の際などに演奏される。三味線、笛、大太鼓・小太鼓によって演奏される。花巻囃子には行進囃子と停車囃子（裏囃子）の2種類があるが、停車囃子は一時廃絶したものが昭和四十九年（1974）に復活された。 
「吉原囃子」という名がつけられていて、発祥は北上市二子地区と言われる。 

### 鹿踊

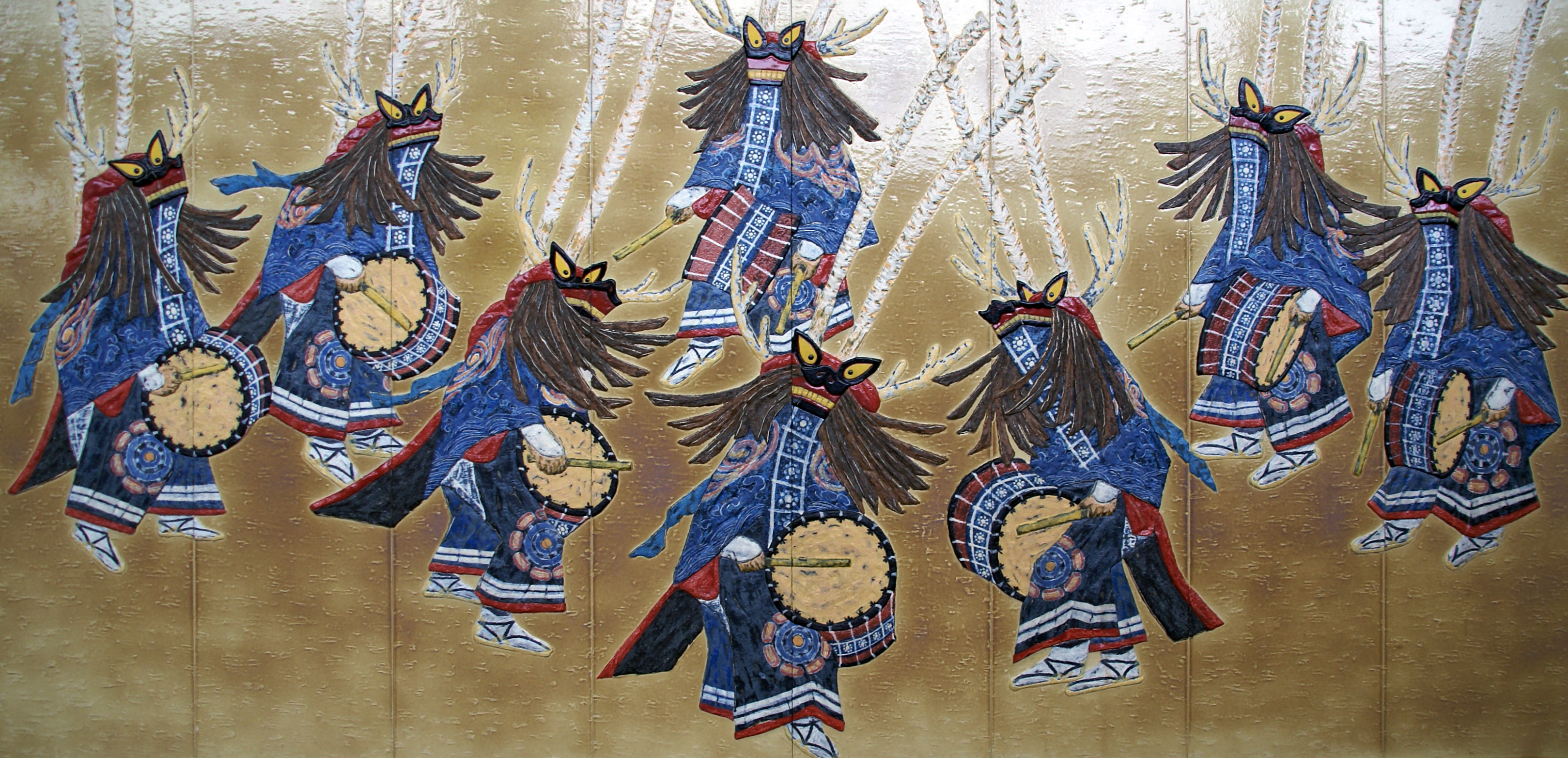
鹿踊（花巻空港）

鹿踊（ししおどり）は、村の平安を祈願し悪霊を追い払う行事が舞踊化されたものと言われる。
県内各地で踊られており、太鼓踊り系と幕踊り系に分類されるが、花巻で踊られるのは太鼓踊り系となっている。各踊り手が歌をうたいつつ腹に下げた太鼓を打ち鳴らして踊るのが特徴。

### 神輿

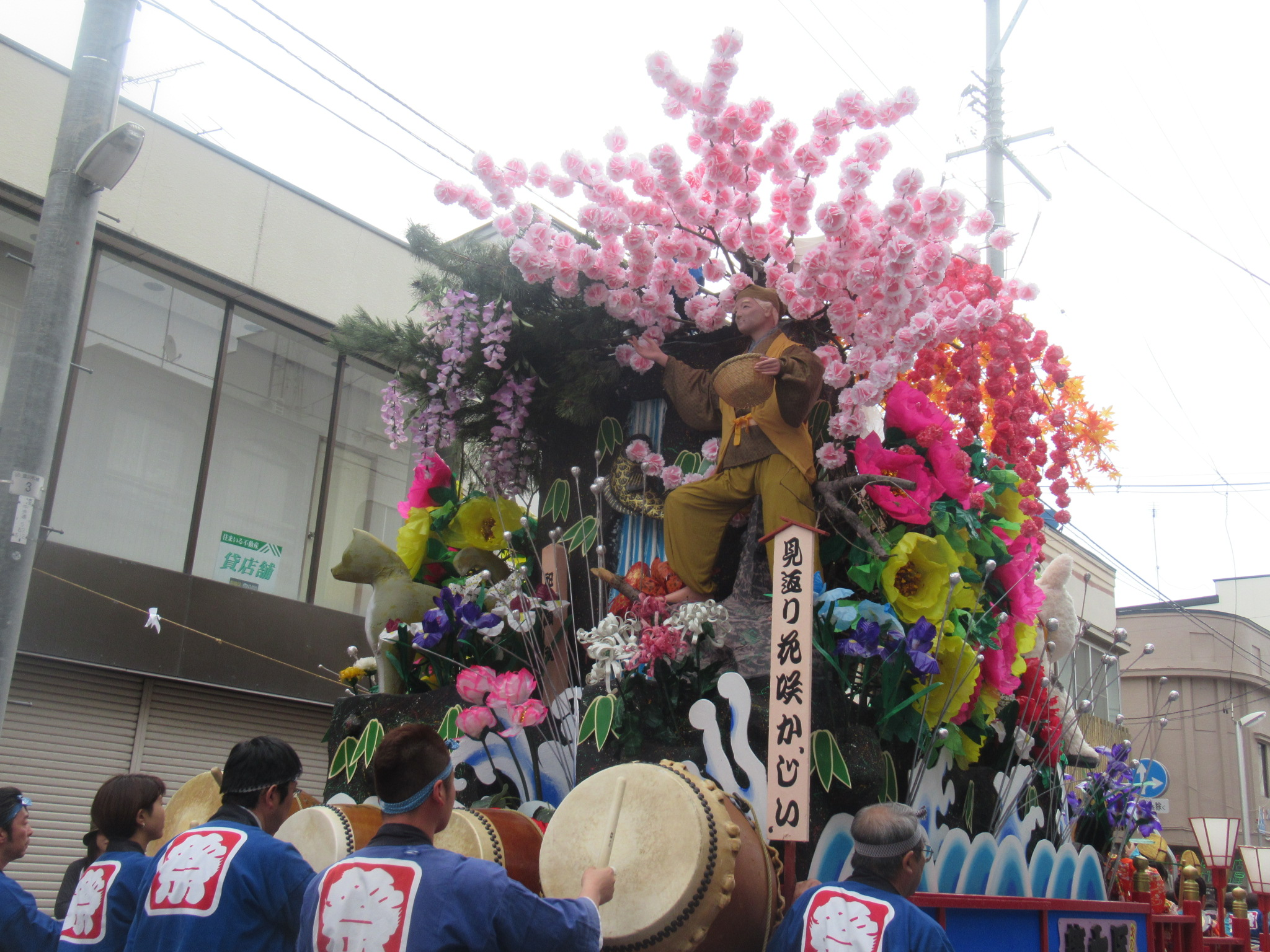
花巻まつりと同じ作法を伝える山車(北上市)。

花巻まつりに参加する神輿の数は日本有数の参加数を誇り、例年100基を越す神輿が一堂に会して花巻の街を揺らす。
神輿の団体は、神輿を所有する地区や任意団体(企業や病院、生まれ年や干支で構成される団体、更には幼稚園等の任意団体)、小学校区の単位が主である。参加する神輿の種類は社の形をした宮神輿、四角い行燈に提灯を飾りつけた万燈神輿等あるが、特徴的な神輿として酒樽を積んだ樽神輿もある。
2015年9月12日、花巻まつりにおいて「神輿を同一会場で一斉に展示した最大数（Largest display of Mikoshi）」をギネス世界記録として認定される為の挑戦を行い、世界一の目安となる「標準記録として設定されていた100基」を超える114基という数の神輿が一堂に会したため、見事ギネス世界記録として認定された。